# Општина Зрновци
Општина Зрновци је једна од 11 општина Источног региона у Северној Македонији. Седиште општине је истоимено село Зрновци.

## Положај
Општина Зрновци налази се у источном делу Северне Македоније. Са других страна налазе се друге општине Северне Македоније:
- север — Општина Кочани
- исток — Општина Виница
- југ — Општина Карбинци
- запад — Општина Чешиново-Облешево

## Природне одлике
Рељеф: Највећи део општине Зрновци налази се у долини реке Брегалнице, која је плодна и насељена, док се јужни део општине уздиже и планински појас планине Плачковице.
Клима: у општини влада умерено континентална клима.
Воде: Брегалница је најзначајнији водоток у општини. Сви мањи водотоци се уливају у ову реку. Од њих посебно је значајна Зрновска река.

## Становништво
Општина Зрновци имала је по последњем попису из 2002. г. 3.264 ст., од чега у седишту општине 2.221 ст. (68%). Општина је средње густо насељена, али је сеоско подручје ретко насељено.
Национални састав по попису из 2002. године био је:
|           | Број  | Постотак |
| Укупно    | 3.264 | 100%     |
| Македонци | 3.247 | 99,5%    |
| остали    | 17    | 0,5%     |

## Насељена места
У општини постоји 3 насељена места, сва са статусом села:
- Зрновци
- Видовиште
- Мородвис